# Martín Nervo
Hugo Martín Nervo (6 de enero de 1991; San Nicolás de los Arroyos, Argentina) es un futbolista argentino que juega como defensor central en el Club Atlético Huracán, de la Primera División de Argentina.

## Trayectoria
Se inició en el Club San Nicolás jugando baby fútbol, luego pasaría a las inferiores del club Del Acuerdo. De allí se fue a probar al conjunto del viaducto.
Hizo su debut en la Primera División de Argentina el 3 de abril de 2009 jugando para el Arsenal Fútbol Club, enfrentando a San Lorenzo de Almagro. En este equipo, llegó a coincidir con su conciudadano Cristian Campestrini, con quien compartió gran parte de su estadía en el club.

## Selección juvenil

### Selección Sub-20
Nervo es habitual en las convocatorias de Sergio Batista para la Sub-20. El 18 de febrero de 2010, Maradona dio una lista de 40 jugadores y de los cuales salió el equipo que fue sparring de la selección mayor en el mundial de Sudáfrica 2010, Nervo fue parte de los sparring.

### Selección sub-21
Fue convocado para disputar el Torneo Esperanzas de Toulon de 2009 con la selección. En aquel torneo Argentina terminó tercera.

### Participaciones con la selección
| Torneo                                 | Sede     | Resultado        |
| -------------------------------------- | -------- | ---------------- |
| Torneo Esperanzas de Toulon de 2009    | Francia  | Tercer puesto    |
| Campeonato Sudamericano Sub-20 de 2011 | Perú     | Tercer puesto    |
| Copa Mundial de Fútbol Sub-20 de 2011  | Colombia | Cuartos de final |
| Juegos Panamericanos de 2011           | México   | Medalla de Plata |

## Estadísticas

### Clubes
Actualizado hasta su último partido disputado el 8 de agosto de 2025.
| Club                         | Div.          | Temporada     | Liga  | Liga  | Copas nacionales | Copas nacionales | Torneos internacionales | Torneos internacionales | Total | Total |
| Club                         | Div.          | Temporada     | Part. | Goles | Part.            | Goles            | Part.                   | Goles                   | Part. | Goles |
| ---------------------------- | ------------- | ------------- | ----- | ----- | ---------------- | ---------------- | ----------------------- | ----------------------- | ----- | ----- |
| Arsenal de Sarandí Argentina | 1.ª           | 2008-09       | 7     | 0     | —                | —                | —                       | —                       | 7     | 0     |
| Arsenal de Sarandí Argentina | 1.ª           | 2009-10       | 13    | 0     | —                | —                | —                       | —                       | 13    | 0     |
| Arsenal de Sarandí Argentina | 1.ª           | 2010-11       | 33    | 0     | —                | —                | —                       | —                       | 33    | 0     |
| Arsenal de Sarandí Argentina | 1.ª           | 2011-12       | 29    | 0     | —                | —                | 11                      | 0                       | 40    | 0     |
| Arsenal de Sarandí Argentina | 1.ª           | 2012-13       | 33    | 0     | 4                | 0                | 3                       | 0                       | 40    | 0     |
| Arsenal de Sarandí Argentina | 1.ª           | 2013-14       | 34    | 1     | 4                | 0                | 9                       | 0                       | 47    | 1     |
| Arsenal de Sarandí Argentina | 1.ª           | 2014          | 19    | 1     | 1                | 0                | —                       | —                       | 20    | 1     |
| Arsenal de Sarandí Argentina | Total club    | Total club    | 168   | 2     | 9                | 0                | 23                      | 0                       | 200   | 2     |
| C. A. Huracán Argentina      | 1.ª           | 2015          | 29    | 0     | 2                | 0                | 17                      | 0                       | 48    | 0     |
| C. A. Huracán Argentina      | 1.ª           | 2016          | 9     | 0     | —                | —                | 7                       | 0                       | 16    | 0     |
| C. A. Huracán Argentina      | 1.ª           | 2016-17       | 28    | 1     | 3                | 0                | 2                       | 0                       | 33    | 1     |
| C. A. Huracán Argentina      | 1.ª           | 2017-18       | 26    | 0     | 2                | 0                | 2                       | 0                       | 30    | 0     |
| Santos Laguna · México       | 1.ª           | 2018-19       | 36    | 1     | 2                | 0                | 6                       | 0                       | 44    | 1     |
| Santos Laguna · México       | Total club    | Total club    | 36    | 1     | 2                | 0                | 6                       | 0                       | 44    | 1     |
| Atlas F. C. · México         | 1.ª           | 2019-20       | 27    | 0     | 3                | 0                | —                       | —                       | 30    | 0     |
| Atlas F. C. · México         | 1.ª           | 2020-21       | 36    | 0     | —                | —                | —                       | —                       | 36    | 0     |
| Atlas F. C. · México         | 1.ª           | 2021-22       | 46    | 3     | 1                | 0                | —                       | —                       | 47    | 3     |
| Atlas F. C. · México         | 1.ª           | 2022-23       | 34    | 1     | —                | —                | 4                       | 0                       | 38    | 1     |
| Atlas F. C. · México         | 1.ª           | 2023-24       | 33    | 0     | —                | —                | 3                       | 0                       | 36    | 0     |
| Atlas F. C. · México         | 1.ª           | 2024-25       | 33    | 0     | —                | —                | 2                       | 0                       | 35    | 0     |
| Atlas F. C. · México         | Total club    | Total club    | 209   | 4     | 4                | 0                | 9                       | 0                       | 222   | 4     |
| C. A. Huracán Argentina      | 1.ª           | 2025          | 1     | 0     | 1                | 0                | —                       | —                       | 2     | 0     |
| C. A. Huracán Argentina      | Total club    | Total club    | 93    | 1     | 8                | 0                | 28                      | 0                       | 129   | 1     |
| Total carrera                | Total carrera | Total carrera | 506   | 8     | 23               | 0                | 66                      | 0                       | 595   | 8     |
| 1. 2.                        |               |               |       |       |                  |                  |                         |                         |       |       |

## Palmarés

### Campeonatos nacionales
| Título               | Equipo             | País      | Año     |
| -------------------- | ------------------ | --------- | ------- |
| Primera División     | Arsenal de Sarandí | Argentina | C-2012  |
| Supercopa Argentina  | Arsenal de Sarandí | Argentina | 2012    |
| Copa Argentina       | Arsenal de Sarandí | Argentina | 2012-13 |
| Supercopa Argentina  | C. A. Huracán      | Argentina | 2014    |
| Primera División     | Atlas F. C.        | México    | A-2021  |
| Primera División     | Atlas F. C.        | México    | C-2022  |
| Campeón de Campeones | Atlas F. C.        | México    | 2021-22 |

### Campeonatos internacionales
| Título               | Equipo           | Sede        | Año  |
| -------------------- | ---------------- | ----------- | ---- |
| Juegos Panamericanos | Argentina Sub-22 | Guadalajara | 2011 |

### Distinciones individuales
| Distinción                                  | Año  |
| ------------------------------------------- | ---- |
| Balón de Oro al Mejor Defensa de la Liga MX | 2022 |